# Schweizerischer Verein für technische Inspektionen
Der Schweizerische Verein für technische Inspektionen (SVTI) ist ein im Jahr 1869 gegründeter Verein mit Sitz in Wallisellen ZH.
Der SVTI Schweizerischer Verein für technische Inspektionen zählt zu den wichtigsten Schweizer Institutionen auf dem Gebiet der technischen Sicherheitsaufsicht. Als privatrechtlicher, unabhängiger und nicht gewinnorientierter Verein, dessen Entstehung auf das Jahr 1869 zurückgeht und der rund 8000 Mitglieder zählt, nimmt der SVTI im Auftrag des Bundes und der Kantone behördliche sowie private Aufgaben wahr.
Der Zweck des SVTI liegt in der Verhütung von Unfällen, Störungen und Schäden und der Beseitigung von Gefahren bei der Herstellung und dem Betrieb technischer Anlagen aller Art. Zu den Haupttätigkeiten des SVTI gehören die Überwachung von technischen Anlagen und Geräten wie Rohrleitungen und Pipelines, Installationen in Kraftwerken und unter Druck stehenden Behältern sowie die Marktüberwachung bei Aufzügen und Druckgeräten.
Der SVTI besteht aus vier Abteilungen mit unterschiedlichen Aufgaben und Märkten:
- Kesselinspektorat[4]
- Eidg. Rohrleitungsinspektorat (ERI)[5]
- Nuklearinspektorat[6]
- Marktüberwachung:
  - Eidg. Inspektorat für Aufzüge (EIA)[7]
  - Marktkontrolle Druckgeräte[8]

Der SVTI ist das Mutterhaus der SVTI-Gruppe. Dieser gehört das Unternehmen Swiss Safety Center AG, vormals Swiss Technical Services AG (Swiss TS), an, in welches per 1. Januar 2018 die Unternehmen IWT Institut für Werkstofftechnologie AG und Swissi AG fusionierten.
Die SVTI-Gruppe ist Mitglied des VdTÜV Verband der TÜV e.V.